# Dash Crofts
Dash Crofts, właśc. Darrell George Crofts (ur. 14 sierpnia 1940) – amerykański gitarzysta, piosenkarz i autor tekstów piosenek; członek zespołów Seals and Crofts i The Champs (1958-1962) (1964-65).